# Cyclocity (Bruxelles)

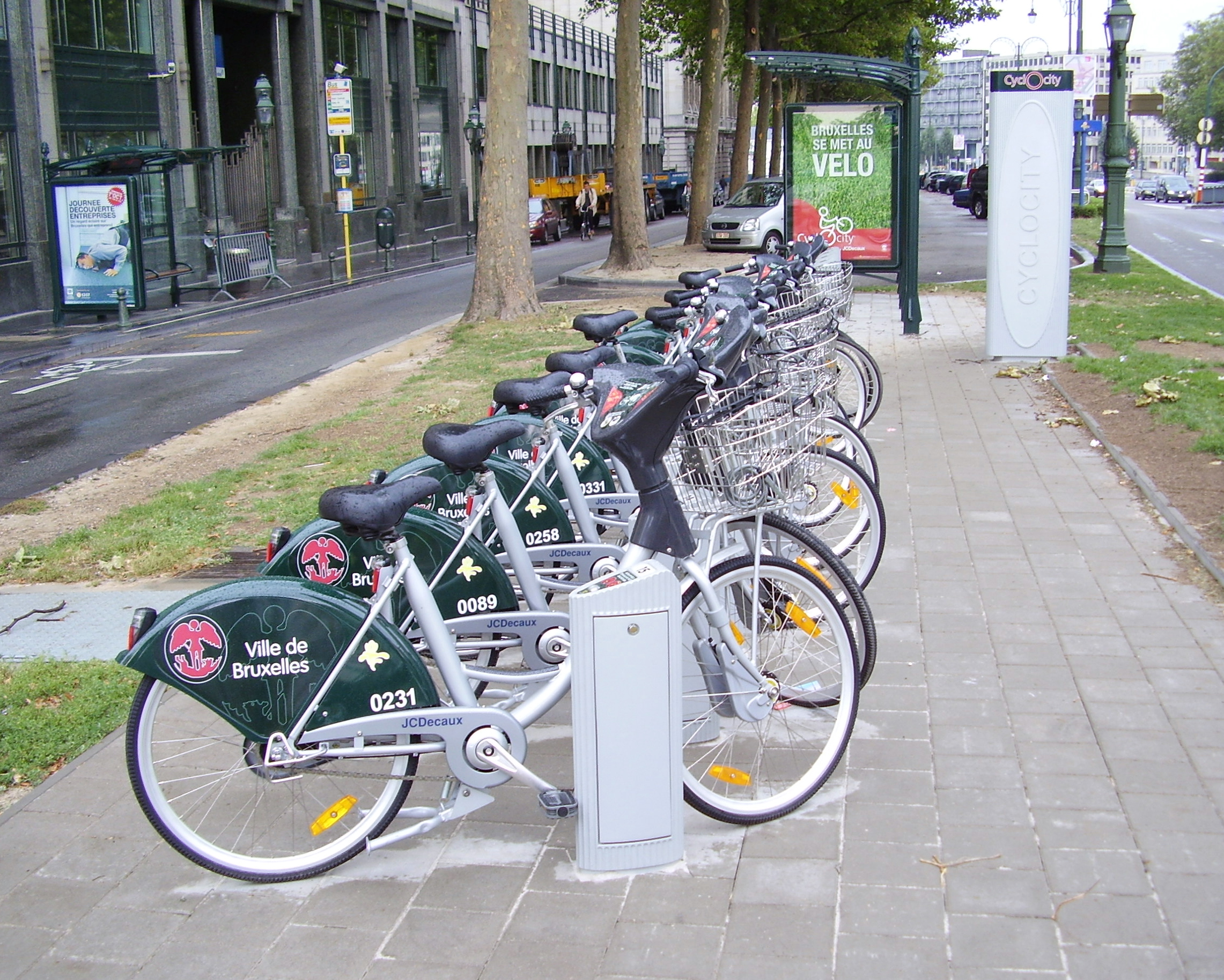
Station Cyclocity

Cyclocity est l'ancien service de vélos en libre service mis en place dans la Ville de Bruxelles. Depuis mai 2009, Cyclocity a été remplacé par un nouveau système appelé Villo!.
Cyclocity était une déclinaison du système Cyclocity développé par l'afficheur JCDecaux géré par sa propre filiale.

## Principe
Deux cent cinquante vélos répartis dans vingt-trois stations de prêts et équipés de moyeux à vitesses intégrées (3 vitesses, ni dérailleur, ni pignons) sont disponibles 24h/24 7jours/7, répartis dans plusieurs stations reparties dans la ville de Bruxelles.
Dans chaque station, une borne permet d'acquérir une carte (courte durée) payable par carte de paiement. Une caution est retenue en cas de non-restitution du vélo (c’est-à-dire si le vélo n'est pas rendu dans les 24 heures une fois loué) ou en cas de grosse détérioration du vélo par l'utilisateur.

## Conditions
- Avoir plus de 14 ans et posséder une carte de crédit ou une carte de paiement disposant de l'option Maestro, de la société MasterCard.

Voici le mode opératoire pour louer un vélo :
- présenter la carte à une borne Cyclocity ;
- choisir un vélo parmi ceux proposés ;
- effectuer son trajet ;
- une fois le trajet effectué, rendre le vélo en l'enclenchant dans une des bornettes libres d'une station Cyclocity.

## Qu'en penser?
Cette initiative témoigne de la volonté des pouvoirs publics de promouvoir la mobilité douce en ville en donnant une vraie visibilité au vélo à Bruxelles comme alternative à la voiture et comme complément à l'offre en transport public. Nombreuses sont les personnes qui désirent se déplacer à vélo mais qui rencontrent des problèmes de rangement et de sécurisation de celui-ci. Le système peut également séduire les touristes d'un week-end désireux de découvrir le cœur de la ville autrement. Encore faut-il qu'ils aient le courage d'affronter la circulation des boulevards centraux peu adaptés au vélo. Le succès de cette initiative suscite le débat sur les nécessaires aménagements qui devraient être effectués par les autorités publiques pour favoriser l'utilisation du vélo, notamment sur l'amélioration des pistes cyclables, à l'augmentation du nombre de bandes conforts, à la sécurisation des carrefours.
Les bicyclettes sont dotées de gros cadres en acier et d’un système électronique, ce qui les rend lourdes (22 kilos). Elles ne disposent par ailleurs que de trois vitesses, peu adaptées au relief de Bruxelles.

## Les raisons d'un échec
L'expérience bruxelloise ne remporte pas le succès que connait le système équivalent à Lyon et Paris. Certains évoquent la lourdeur des vélos, le relief bruxellois, le manque de pistes cyclables ou encore le mauvais temps. Bien que ces éléments soient à prendre en considération, ils restent peu pertinents en comparaison des autres villes : les modèles de vélos sont strictement identiques dans les trois villes, Lyon a un relief très marqué et Paris n'est pas tout à fait plate. Même si des efforts, notamment à Paris, ont été entrepris, les pistes cyclables des deux villes françaises ne sont guère plus développées qu'à Bruxelles et le trafic automobile y est très présent. Quant au climat, celui de Paris n'a rien à envier au climat belge… Enfin, le vélo restait surtout un mode de déplacement relativement marginal dans les trois villes, jusqu'à l'arrivée de Vélo'v à Lyon et Vélib' à Paris qui a fait exploser l'utilisation du vélo, tandis que Cyclocity n'a rien changé à Bruxelles.
En revanche, la différence fondamentale entre les trois villes tient au parc de vélos mis à disposition des habitants, avec, semble-t-il, un ratio optimal de 1 vélo pour 10 000 habitants : ainsi, Lyon, peuplée de 445 000 habitants, offre 4 000 vélos en libre service. Paris, peuplée de 2 000 000 d'habitants, offrira à terme 20 000 vélos. Et Bruxelles, avec son million d'habitants, n'offre que 250 vélos, uniquement concentrés dans le centre-ville. Or, cette configuration bruxelloise favorise plutôt l'utilisation des vélos pour les loisirs, alors que le succès des vélos en libre service est dû pour Paris et Lyon à 65 % au déplacement domicile-travail.
Il semblerait cependant que le service bruxellois devrait s'étendre à l'ensemble de la capitale belge, sous réserve de trouver une solution unique à la présence d'opérateurs d'affichage urbain différents dans les 19 communes bruxelloises.

### Un service lié au marché publicitaire
L'offre Cyclocity est liée au marché de l'affichage publicitaire urbain. Or, certaines communes de l'agglomération ont des contrats avec le concurrent direct de JCDecaux, Clear Channel qui dispose de son propre service de vélos, évidemment incompatible. L'extension du service vers ces communes semble bloqué à moins d'attribuer le marché de la régie publicitaire à l'opérateur JCDecaux. De nouvelles offres de vélos en libre-service non proposées avec un marché publicitaire se développent — vélo+/EFFIA à Orléans ou movimento —, solutions non disponibles à l'époque.

### La question des tarifs
Les tarifs appliqués à Cyclocity sont quasi identiques au système Vélo'v à Lyon où ce dernier connaît un succès important. La principale différence tarifaire est le coût de la première demi-heure : gratuite à Lyon (et extensible à 1 h dans certains cas), facturée 0,50 € à Bruxelles. Lors du lancement du Velo'v à Lyon, JCDecaux justifiait sa tarification sur des études montrant que la moyenne des trajets à vélo en ville était de 20 minutes pour un trajet quotidien. En effet, l'important maillage permet de rejoindre facilement deux stations du réseau en moins de 30 minutes (aussi grâce à la taille relativement peu excessive des villes de Lyon ou Bruxelles) en bénéficiant quasi systématiquement de la gratuité à Lyon. Au-delà du prix de l'abonnement le coût pour l'usager du système lyonnais peut se révéler nul. À la suite de la réussite à Lyon et devant l'intérêt d'autres villes pour le Velo'v, JCDecaux annonce que les tarifs en vigueur à Lyon ne pourraient être appliqués pour d'autres villes (sauf avec une augmentation drastique de la part payée par la collectivité locale). Dans les projets bientôt en fonctionnement en France (à Paris, Aix-en-Provence ou Marseille), si la gratuité de la première demi-heure est maintenue, les tarifs des abonnements ont été revus à la hausse (29 € l'abonnement annuel à Paris, 25 € à Aix-en-Provence). Vu le très faible succès de Cyclocity à Bruxelles, la condition de la réussite d'un tel système semble être le maintien d'une certaine gratuité, au moins pour les trajets les plus courts, sinon le système se retrouve rapidement plus onéreux que, par exemple, l'utilisation de transports en commun ou l'investissement pour un vélo privé.